# Кірково (Ленінградська область)
Кірково (рос. Кирково) — присілок у Тосненському районі Ленінградської області Російської Федерації.
Населення становить 49 осіб. Належить до муніципального утворення Любанське міське поселення.

## Історія
Населений пункт розташований на історичній землі Іжорія.
Згідно із законом від 22 грудня 2004 року № 116-оз належить до муніципального утворення Любанське міське поселення.

## Населення
| 1879 | 1909 | 1997 | 2007 | 2010 | 2017 |
| ---- | ---- | ---- | ---- | ---- | ---- |
| 167  | ↗314 | ↘22  | ↘13  | ↗49  | →49  |